# Protestantse kerk (Deurne)

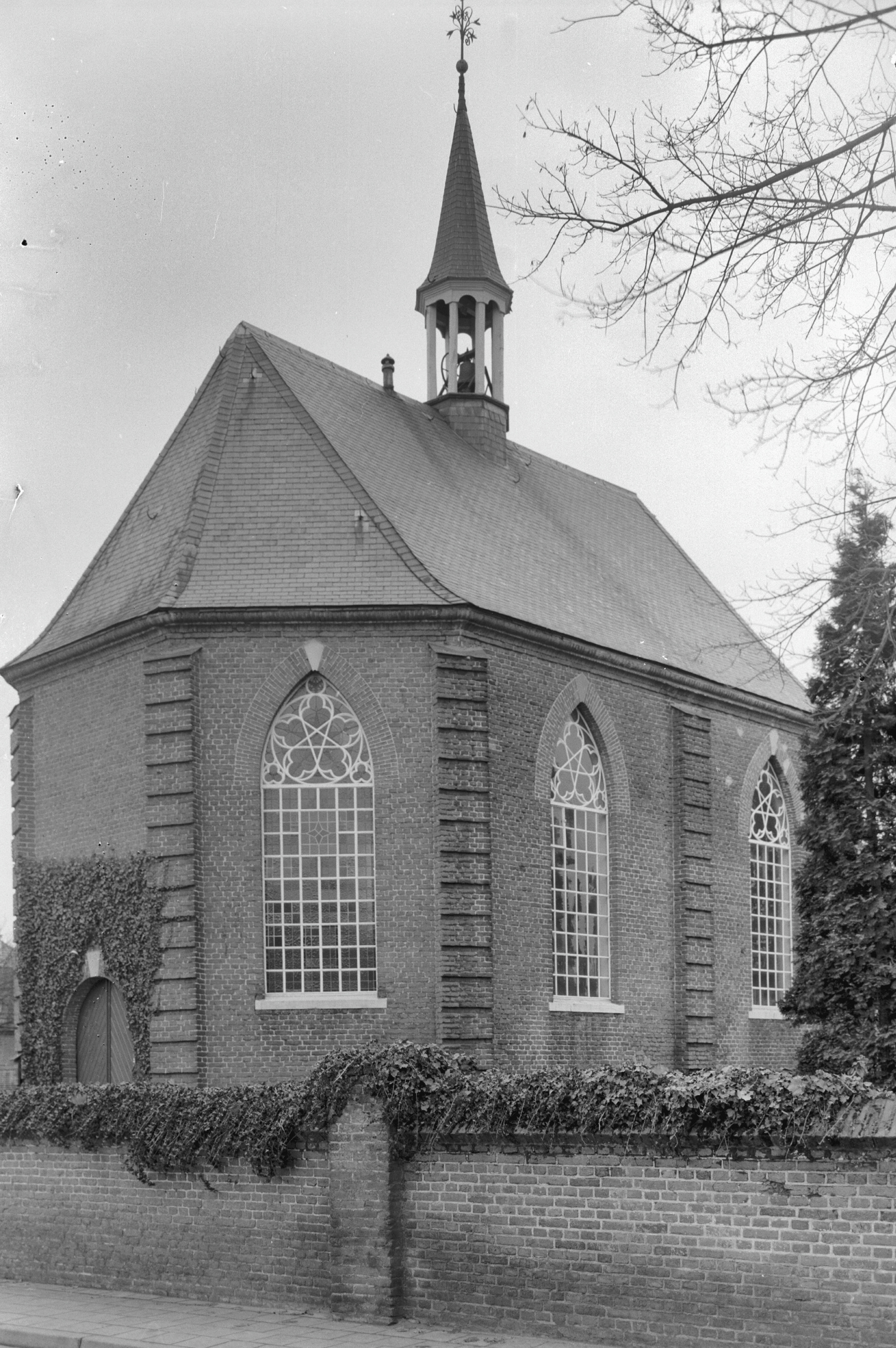
Protestantse kerk

De Protestantse kerk is een protestants kerkgebouw in de Noord-Brabantse plaats Deurne, gelegen aan de Helmondseweg 5.

## Geschiedenis
Nadat de Sint-Willibrorduskerk aan de katholieken was teruggegeven werd voor de Hervormden een Napoleonskerk gebouwd. Deze werd in 1815 gebouwd.

## Gebouw
Het betreft een achtkante bakstenen zaalkerk voorzien van een dakruiter. De ramen zijn in gietijzeren sponningen gevat. Er is een preekstoel van 1694 en er zijn herenbanken van omstreeks 1750 die in 1908 geschonken werden door baron de Smeth. Er zijn enkele gebrandschilderde ramen, met onder meer het motto van de kerkgemeenschap: gelijk een lelie onder de doornen.
Bij de kerk bevindt zich een begraafplaats met enkele grafstenen uit de 19e en begin 20e eeuw.